# 달은... 해가 꾸는 꿈
《달은... 해가 꿈는 꿈》은 박찬욱 감독의 데뷔작인 영화이다. 영화광 출신에다가 스스로 B급 영화의 정신에 충실하고자 했던 그가 만들었던 느와르 스타일의 멜로 영화다. 톱가수였던 이승철이 주연 배우로 출연하여 화제를 모았고, 나현희, 송승환 등이 함께 주연으로 출연하였다. 그러나 흥행에는 크게 실패하였다.

## 줄거리
하영과 무훈은 배다른 형제다. 하영은 파리 유학을 다녀와서 사진작가로 성장하나 무훈은 부산의 건달로 지낸다. 무훈은 자기 조직 보스의 애인인 은주와의 은밀한 관계를 유지하고 있다. 어느날 무훈과 은주의 관계가 탄로나자 두 사람은 조직의 자금 오백만원을 가지고 달아나다 곧 붙들린다. 무훈은 돈만 가지고 겨우 탈출하는데 성공하나 은주는 뺨에 자상을 입고 사창가로 팔려간다.
그로부터 1년동안 은주를 찾아 헤매던 무훈은 하영의 스튜디오에서 은주의 사진을 발견하고 처절한 결투 끝에 그녀를 구해낸다. 그리고 하영의 스튜디오로 피신한 두 사람. 그리고 그때부터 하영의 스튜디오에서 세 사람의 기묘한 동거생활이 시작된다. 은주의 재능과 미모를 간파한 하영은 그녀에게 모델이 될 것을 권유하고, 은주는 뺨의 상처를 수술한다.
한편 부산의 조직은 집요한 추적끝에 이들의 소재를 파악, 은주의 안전을 미끼로 무훈을 협박한다. 조건을 수락한 무훈은 배신자 처단을 위해 법원에 잠입하나 상대가 절친한 동료였던 만수임을 알자 살인을 포기하고 달아난다. 그러나 호송경관의 총격에 부상당하는 무훈. 남은 힘을 다해 보스를 살해하고 필사적으로 법원을 벗어나는 무훈은 죽어가면서도 은주를 찾으며 끝내 숨을 거둔다. 그리고 1년이 지난 후 아직도 무훈과 은주를 잊지 못하는 하영은 이미 스타가 되어있는 그녀가 주연을 맡은 영화를 보며 회한에 잠긴다.

## 출연

### 주연
- 나현희
- 이승철
- 송승환

### 조연
- 방은희
- 이기열
- 김동수

## 기타
- 원작자: 김용태
- 음향효과: 이재희
- 녹음: 손인호
- 미술: 도용우